# Hogna espanola
Hogna espanola là một loài nhện trong họ Lycosidae.
Loài này thuộc chi Hogna. Hogna espanola được Léon Baert & Maelfait miêu tả năm 2008.